# Nigerkustprotektoratet
Nigerkustprotektoratet var ett brittiskt protektorat i Oil Rivers-området i det som senare kom att bli Nigeria, ursprungligen skapat som Oil Rivers Protectorate 1891 och bekräftat på Berlinkonferensen följande år. Det döptes om den 12 maj 1893, och slogs samman med Royal Niger Companys territorier den 1 januari 1900 och blev Södra Nigeriaprotektoratet.

### Fotnoter
1. ↑  ”Nigerkustprotektoratet”. Nordisk familjebok. 26 februari 1913. https://runeberg.org/nfbs/0546.html. Läst 23 mars 2012.